# Junius Daniel
Junius Daniel (27. juni 1828 – 13. maj 1864) var plantageejer og karriereofficer i den amerikanske hær. Under den amerikanske borgerkrig var han general i Sydstaternes hær. Hans tropper var medvirkende til de konfødereredes succes på 1. dagen af Slaget ved Gettysburg. Han blev dræbt i kamp under slaget ved Spotsylvania Court House.

## Tidlige år
Daniel blev født i Halifax North Carolina, i en velhavende politisk interesseret familie. Hans far John Reeves Jones Daniel var justitsminister i North Carolina og medlem af Kongressen. Hans mor Martha Stith kom fra en betydningsfuld familie. Daniel blev uddannet på en grundskole i Halifax og på J. M. Lovejoy Academy i Raleigh. Præsident James K. Polk udpegede ham til West Point i 1846. Han fik eksamen som nr. 33 ud af 42 i årgang 1851. Som midlertidig sekondløjtnant i 3. infanteriregiment blev han sendt til Newport i Kentucky som assisterende kvartermester. I 1852 blev han overført til Fort Albuquerque i New Mexico Territoriet og forblev i grænseegnene i fem år. Han var midlertidigt under kommando af Richard S. Ewell fra 3. dragonregiment og kom i kamp i en række træfninger med Apache indianerne i 1855. I 1857 trak Daniel sig ud af hæren for at indlede en karriere som plantageejer i Louisiana, hvor han sluttede sig til sin far, som var flyttet dertil efter at hans sidste periode i Kongressen sluttede i 1851. I oktober 1860 giftede Daniel sig med Ellen Long, datter af oberst John J. Long fra Northampton County, North Carolina. De fik ingen børn.

## Borgerkrigen
Selv om han blev tilbudt en bestalling af Louisiana efter at præsident Abraham Lincoln havde bedt om frivillige i april 1860, vendte Daniel tilbage til Halifax og tilbød i stedet sin tjeneste til sin hjemstat. Han blev valgt til oberst for det 4. (senere 14.) infanteriregiment. Da tjenestetiden sluttede blev han tilbudt forskellige stillinger som leder af 43. eller 45. North Carolina infanteri eller 2. kavaleri. Han accepterede kommandoen over 45. regiment som oberst.
Daniel førte fire regimenter fra Raleigh til Goldsboro og organiserede dem i en brigade. Derefter organiserede han yderligere to brigader. I juni 1862, blev han beordret til Petersburg i Virginia, hvor hans brigade sluttede sig til general Robert E. Lees Army of Northern Virginia lige inden Syvdagesslaget, selv om den ikke tog del i kampene. Daniel blev udnævnt til brigadegeneral den 1. september 1862, hvilket gjorde ham til en af fem mænd fra Halifax County der opnåede denne rang i den konfødererede arme. Han tilbragte efteråret 1862 med sin brigade ved Drury's Bluff i Virginia og gjorde derefter tjeneste i North Carolina, om end det var begrænset hvor meget de kom i kamp.
Kort efter Slaget ved Chancellorsville blev han overført til generalmajor Robert E. Rodes's division i Richard S. Ewells 2. Korps, hvor han tjente med udmærkelse i Gettysburg-kampagnen. Daniels store brigade, som blev betroet med at bære korpsets flag, bestod af 32., 43., 45. og 53. North Carolina infanteriregiment, samt 2. North Carolina Battalion. Den 1. juli 1863 angreb Daniels brigade gentagne gange unionsstillinger på McPherson's Ridge og drev til sidst Unionsbrigaden under Roy Stone bort. Daniels mænd led de største tab blandt brigaderne i korpset på 1. dagen af slaget.
Under Slaget ved Spotsylvania Court House den 12. maj 1864 førte Daniel sin brigade under et intenst modangreb mod den såkaldte "Muleshoe" (også kendt som "Bloody Angle"), i et forsøg på at generobre den vigtige stilling fra enheder i Army of the Potomac, der havde erobret den ved daggry. Han blev ramt i maven af et Minié-projektil, der tilføjede ham et dødeligt dår. Han døde næste dag på et felthospital. Hans lig blev ført til Halifax og begravet på den gamle kolonikirkegård. Uden at Daniel var klar over det, havde Robert E. Lee anbefalet, at han blev forfremmet til generalmajor lige inden hans død.
Hans ven og kollega som general fra North Carolina Bryan Grimes skrev senere: "Han var helt klart den bedste general fra vor stat. Selv om jeg sandsynligvis vandt udnævnelse til brigadegeneral ved hans død, ville jeg for landets skyld altid være forblevet ved status quo frem for at landet skulle miste hans tjeneste". General Grimes kaldte en af sine sønner Junius Daniel Grimes (som blev en velkendt advokat i Washington, D.C. i slutningen af det 19. århundrede).
Junius Daniel Chapter af United Daughters of the Confederacy i Weldon North Carolina, blev opkaldt til ære for generalen og i erindringen om ham.

## Eksterne links
- Fotogalleri over Daniel Arkiveret 8. februar 2008 hos  Wayback Machine